# Hylarana milneana
Hylarana milneana är en groddjursart som först beskrevs av Arthur Loveridge 1948.  Hylarana milneana ingår i släktet Hylarana och familjen egentliga grodor. IUCN kategoriserar arten globalt som livskraftig. Inga underarter finns listade i Catalogue of Life.